# Dyckia ibicuiensis
Dyckia ibicuiensis là một loài thực vật có hoa trong họ Bromeliaceae. Loài này được Strehl mô tả khoa học đầu tiên năm 1997.